# Nevratice
Nevratice är en ort i Tjeckien. Den ligger i den centrala delen av landet, 80 km öster om huvudstaden Prag. Nevratice ligger 246 meter över havet och antalet invånare är 147.
Terrängen runt Nevratice är huvudsakligen platt, men åt nordost är den kuperad.Runt Nevratice är det ganska tätbefolkat, med 56 invånare per kvadratkilometer. Närmaste större samhälle är Jičín, 14,2 km nordväst om Nevratice. Trakten runt Nevratice består till största delen av jordbruksmark.